# سالمین خمیس
سالمین خمیس (انگلیسی: Salmeen Khamis؛ زادهٔ ۹ اکتبر ۱۹۹۱) یک بازیکن فوتبال است.